# Fred Jones (koszykarz)
Frederick Terrell Jones (ur. 11 marca 1979 w Malvern) – amerykański koszykarz występujący na pozycji rzucającego obrońcy, zwycięzca konkurs wsadów NBA z 2004 roku.
Został wybrany z 14 numerem w drafcie 2002 przez Indiana Pacers. W pierwszym swoim sezonie grał bardzo rzadko zdobywając zaledwie 1,2 punktu na mecz w 19 spotkaniach. W następnym sezonie zdobywał już około 5 punktów na mecz w 81 występach. W następnym sezonie podwoił swój rezultat. Zdobywał już 10,4 punktów na spotkanie. W 2004 r. wygrał Slam Dunk Contest pokonując Jasona Richardsona. W 2006 r. Jones podpisał kontrakt z Toronto Raptors, gdzie grał przez do 22 lutego 2007, kiedy to w ramach wymiany, za Juana Dixona, został "odesłany" do Portland Trail Blazers. W tej drużynie grał do 28 czerwca 2007. Jones, razem z Zachem Randolphem i Dan Dickau, został przeniesiony do New York Knicks, za Channing Frye i Steve'a Francisa. Aktualnie jest zawodnikiem Los Angeles Clippers.

## Osiągnięcia
Na podstawie, o ile nie zaznaczono inaczej.
NCAA
- Uczestnik rozgrywek:
  - Elite Eight turnieju NCAA (2002)
  - turnieju NCAA (2000, 2002)
- Mistrz sezonu zasadniczego Pac-10 (2002)
- Zaliczony do:
  - I składu Pac-10 (2002)
  - składu honorable mention:
    - All-America (2002 przez Associated Press)
    - All-Pac-10 (2001)
    - All-Pac-10 Freshman (1999)

  - III składu All-America (2002 przez Basketball Times)
  - IV składu All-America (2002 przez Basketball America)

NBA
- Zwycięzca konkursu wsadów NBA (2004)

Inne
- Mistrz Chin (2011)
- Uczestnik rozgrywek Eurocup (2009/10)